# ماساژ پروستات
ماساژ پروستات یا شیردوشی پروستات (به انگلیسی: Prostate Milking) به مالش یا تحریک پروستات مرد به‌منظور ایجاد اوج لذت جنسی یا کاربردهای پزشکی گفته می‌شود. طی این عمل، ممکن است بدون آن‌که آلت تناسلی مرد تحریک شود، انزال صورت گیرد. در پزشکی برای گرفتن آزمایش semen (تعداد مشخص اسپرم مایع منی) همسر شخص می‌تواند از این روش استفاده کند.

## در مذهب
براساس استفتائاتی که از مهدی هادوی تهرانی شده، انگشت کردن زن در مقعد شوهر برای مالش پروستات ازنظر شرعی جایز است.